# Huperzia appressa
Huperzia appressa (баранець аппалачський) — багаторічна, вічнозелена трав'яниста рослина родини плаунові (Lycopodiaceae).

## Опис
Рослини наземні. Стовб прямий або висхідний, 3–10 см, 1–2 мм в діаметрі. Листя щільне, блискуче, ланцетне, основа майже така широка, як середина, 2–5 × 0.8–1.3 мм, обидві поверхні голі.

## Поширення
Це північний бореальний, альпійський і південний арктичний вид. Північна Америка (схід Канади, схід США, Сен-П'єр і Мікелон, Ґренландія), Азія (Китай, Тайвань, Росія), Європа (Фінляндія, Норвегія, Ісландія). У Китаї населяє альпійські луки, кам'яні щілини; на висотах 2300–5000 м; та скельні масиви в інших місцях.